# 岩手県道137号金ケ崎停車場線
岩手県道137号金ケ崎停車場線（いわてけんどう137ごう かねがさきていしゃじょうせん）は、胆沢郡金ケ崎町を通る岩手県の一般県道である。

## 概要
JR東北本線 金ケ崎駅の東口から東に向かって路線が始まり、矢来交差点で南に進路をかえ、金ケ崎町西根本町の岩手県道108号江刺金ケ崎線交点・終点に至る。終点を直進すると岩手県道270号西根佐倉河線に連続する。
接続する岩手県道270号西根佐倉河線は、金ケ崎バイパスが開通するまで国道4号の区間だった県道で、そのうち当県道は矢来交差点から終点までが旧国道4号区間となっている。

### 路線データ
- 実延長：694 m[1]
- 起点：金ケ崎停車場[1]（金ケ崎駅東口）
- 終点：胆沢郡金ケ崎町大字西根[1]（岩手県道108号江刺金ケ崎線交点）

## 歴史
- 1959年（昭和34年）3月31日 - 一般県道に認定される。[1]

## 路線状況

### 重複区間
- 岩手県道270号西根佐倉河線（胆沢郡金ケ崎町西根矢来 - 金ケ崎町西根本町・終点）

## 地理

### 交差する道路
- 岩手県道270号西根佐倉河線（胆沢郡金ケ崎町西根矢来・矢来交差点）
- 岩手県道108号江刺金ケ崎線・岩手県道270号西根佐倉河線（胆沢郡金ケ崎町西根本町・終点）

### 沿線の施設
- JR 金ケ崎駅